# Graves of the Leinstermen

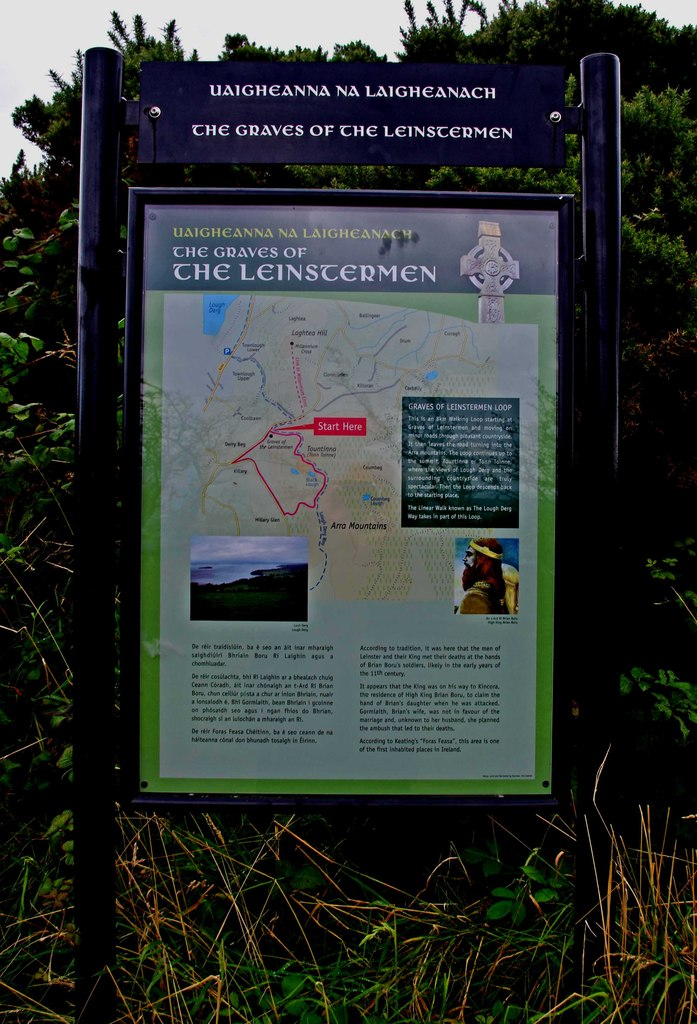
Infotafel

Die Steinreihe Graves of the Leinstermen, (deutsch „Gräber der Männer aus Leinster“)  besteht aus vier Menhiren. Sie liegt im County Tipperary in Irland oberhalb des Lough Derg zwischen den Orten Ballina und Portroe am Westhang des 463 m hohen Tountinna, einem Berg der Arra Mountains. Von Portroe führt eine schmale steile Straße zu der Steinreihe. 
Es handelt sich wahrscheinlich um eine bronzezeitliche Steinsetzung, eine Ausgrabung wurde noch nicht gemacht, aber irische Legenden verknüpfen den Ort mit verschiedenen Namen und Ereignissen.

## Legenden
- Fintan mac Bochra (der alte Weißhaarige) überlebte laut dem „Buch der Eroberungen“ hier die Sintflut.
- Der Hochkönig Brian Boru tötet den König von Leinster und seine Mannen, die nach Limerick wollen, um an einer Hochzeit der dort lebenden und mit Leinster verbündeten Wikinger teilzunehmen, wozu sie heimlich durch sein Gebiet gelangen wollten.